# Do As Infinity
Do As Infinity (ドゥ・アズ・インフィニティ, dō azu infiniti) é uma banda japonesa de muito sucesso na Ásia e no exterior. Seu single de estreia foi lançado em 29 de setembro de 1999 intitulado "Tangerine Dream".
As iniciais do nome Do As Infinity são o nome do criador da banda, Dai Nagao; Dai, que no ideograma japonês (o kanji 大 oo), significa "grande". Alguns dizem que este nome tenha alguma relação com a palavra japonesa MugenDAI, que significa "infinito". Eles intitulam seus álbuns como se fossem um jogo japonês chamado Shiritori. No jogo, o jogador tem que dizer uma palavra que começa com o katakana ou hiragana final da anterior. Os primeiros quatro singles possuem nomes de bandas (Tangerine Dream, Heart, Oasis e Yesterday & Today).
A banda se separou depois de 6 anos lançando seu álbum de maiores sucessos Do the A-Side, em 29/09/2005.
No dia 30/08/2008, eles fizeram uma apresentação secreta no festival anual de verão da gravadora avex trax, A-nation e anunciaram um novo show no dia 29/09/2008 de graça para comemorar o 9º aniversário e o retorno da banda, mas sem Dai Nagao nas composições.

## Biografia

### Antes de Do As Infinity
Dai Nagao começou como um compositor para uma banda amadora. Depois da separação, Nagao continuou compondo música e enviando fitas de demonstração para as mais de 50 gravadoras no Japão. Nagao foi eventualmente escolhido pela Avex Trax para trabalhar como compositor. Ele recebeu imediatamente a tarefa de compor músicas para Ayumi Hamasaki e hitomi.

### Começo de Do As Infinity
Mesmo compondo para cantoras famosas, Nagao ainda tinha o sonho de formar sua própria banda. Ele fez várias eliminatórias para escolher seus companheiros de banda e em uma dessas, escolheu Tomiko Van como vocalista, Ryo Owatari como guitarrista e Yukyaky Shoji para ser o compositor, vocalista e guitarrista. Ryo Owatari trabalhava na época em uma loja de roupas usadas, mas já tinha sua banda Pee-ka-boo. Então eles começaram a trabalhar em suas primeiras músicas e saíram pelas ruas de Shibuya divulgando seu trabalho e entregando CDs demos com Tangerine Dream e Heart. Eles faziam shows quase diariamente de Shibuya à estação de Yokohama e até viajaram para Fukuoka e outras cidades. Em 29.09.1999, o trio lançou seu primeiro single Tangerine Dream. Eles realizaram seu 100º show de graça no Shibuya Kokkaido. Eles também participaram do festival de Kumamoto (cidade natal de Tomiko Van).

### Reconhecimento internacional
Do As Infinity já era muito conhecido depois de Tangerine Dream, e ficou mais ainda depois de Oasis, por ser tema de um comercial de cosméticos da Testimo chamado Kanebou. Mas só depois de terem escolhido Yesterday & Today como tema de um JDrama chamado Love 2000 (Nisennen no koi -二千円の恋-) sua fama em toda Ásia aumentou. O JDrama que foi exibido em vários países asiáticos teve como atores principais Miho Nakayama e Kaneshiro Takeshi. Raven, a B-side de Yesterday & Today foi também escolhido para ser tema de um live-action do mangá Uzumak, e por isso ganhou um clipe extra.
A banda também faz parte da trilha sonora de anime japonês Inuyasha, (por "Fukai Mori") e Fairy Tail (por "Mysterious Magic").

## Membros
Membros Principais
- "Tomiko Van" (伴都美子) - Vocalista/Letrista
- "Ryo Owatari" (大渡亮) - Guitarrista/Letrista/Vocalista

Membros Antigos
- "Dai Nagao" (長尾大) - Guitarrista/Compositor

Outros Membros
Depois de algum tempo, outros membros apareceram e formaram o GREAT TOUR BAND:
- "Kazuko Hamano" (浜野和子) - Backing vocal
- "Naoki Hayashibe]]" (林部直樹) - Guitarrista
- "Jun Matsumoto" (松本純) - Baterista
- "Jun Takase" (高瀬順) - Tecladista
- "Michitarou" (道太郎) - Baixista
- "Yoshiyasu Hayashi" (林由恭) - Baixista[4]

Todas suas músicas eram assinadas como compositor D•A•I, mas depois de seu 19º single, For the Future, eles começaram a pôr os nomes dos letristas e compositores. Existe um grupo de letristas chamado SAIKO Kawamura (川村サイコ), e seu principal membro é Jun Harada (原田淳). Existem arranjistas envolvidos na banda também, e um dos mais citados é Seiji Kameda(亀田誠治).

## Discografia

### Álbuns
- BREAK OF DAWN (23 de Março de 2000)
- NEW WORLD (21 de Fevereiro de 2001)
- DEEP FOREST (19 de Setembro de 2001)
- TRUE SONG (26 de Dezembro de 2002)
- GATES OF HEAVEN (27 de Novembro de 2003)
- NEED YOUR LOVE (16 de Fevereiro de 2005)
- Eternal Flame (30 de Setembro de 2009)
- EIGHT (19 de Janeiro de 2011)[5]
- TIME MACHINE(2012)
- Do As Infinity X (2012)
- Brand New Days (2015)
- ALIVE (2018)

Eles intitulam seus álbuns como se fossem um jogo japonês chamado Shiritori. No jogo, o jogador tem que dizer uma palavra que começa com o katakana ou hiragana final da anterior. Ou seja, um álbum termina com a mesma letra que o próximo começa.

### Coletâneas de maiores sucessos
- Do the Best (20 de Março de 2002)
- Do the B-Side (23 de Setembro de 2004)
- Do the A-Side (29 de Setembro de 2005)
- Do the Best "Great Supporters Selection" (15 de Março de 2006)

### Álbuns ao vivo
- Do the Live (12.03.2003)
- LIVE IN JAPAN (31.03.2004)
- Do As Infinity -Final- (15.03.2006)

### Singles
1. Tangerine Dream (29.09.1999)
2. Heart (08.12.1999)
3. Oasis (16.01.2000)
4. Yesterday & Today (23.02.2000)
5. rumble fish (02.08.2000)
6. We are. (29.11.2000)
7. Desire (24.01.2001)
8. Tooku made -遠くまで- (25.04.2001)
9. Week! (30.05.2001)
10. Fukai Mori -深い森- (27.06.2001)
11. Boukensha-Tachi -冒険者たち- (05.09.2001)
12. Hi no Ataru Sakamichi -陽のあたる坂道- (27.02.2002)
13. under the sun/under the moon (31.07.2002)
14. Shinjitsu no Uta -真実の詩- (30.10.2002)
15. Mahou no Kotoba ~Would you marry me?~ -魔法の言葉～Would you marry me?～- (12.06.2003)
16. Honjitsu wa Seiten nari -本日ハ晴天ナリ- (25.09.2003)
17. Hiiragi -柊- (06.11.2003)
18. Rakuen -楽園- (15.12.2004)
19. For the future (19.01.2005)
20. TAO (27.07.2005)
21. Infinity 1 (17.06.2009)
22. Kimi ga Inai Mirai (20.01.2010)
23. Infinity 2 (16.06.2010)
24. JIDAISHIN (29.09.2010)

## Outras músicas
- again - Tomiko Van (álbum song+nation - 23.01.2002)

Tomiko Van participou do álbum especial de natal da Avex Trax, chamado song+nation com a música "again"
- COME ON, NOW - NOTHERN BRIGHT (álbum COME ON, NOW - 14.02.2002)

Ryo Owatari tocou a guitarra da faixa 1 do álbum COME ON, NOW de mesmo título da banda NOTHERN BRIGHT
- El Dorado - Ryo Owatari & Tomiko Van feat. atami (álbum Doppler - 27.03.2002)

Música em inglês escrita por Tomiko Van para o álbum Doppler de atami
- Drive me nuts - Cyber X feat. Tomiko Van (single Drive me nuts - 23.04.2003)

Música escrita por Tomiko Van para o álbum "Cyber X #01
- Viewtiful World - DA PUMP, Do As Infinity, 03 & ZZ (álbum Viewtiful Joe - 11.06.2003)

Ryo Owatari tocou a guitarra da faixa Viewtiful World da OST do jogo Viewtiful Joe para Gamecube
- I miss you? - Do As Infinity for BLACKSTONES (álbum LOVE for NANA ~Only 1 tribute~ - 16.03.2005)

I miss you? foi uma música feita por D•A•I para o álbum tributo LOVE for NANA baseado no mangá shoujo NANA
- Hold Me... - Tomiko Van (álbum SLOW DANCE OST - 27.07.2005)

Hold Me... foi o primeiro trabalho solo de Tomiko Van a ser apresentado ao vivo no Aoyama Christmas Circus organizado pela Avex Trax, foi tema do JDrama SLOW DANCE
- A Dream Is a Wish your Heart Makes　- Tomiko Van (álbum Cinderella Platina Edition - 19.10.2005)

Primeiro trabalho de Tomiko Van depois do anúncio de separação da banda Do As Infinity, é bonus track da OST do re-make de Cinderella)
- TRUTH '94 - meets Tomiko Van - - Tomiko Van (single Where to Begin - 18.01.2006)

Tomiko Van canta a música TRUTH '94 do álbum tributo à TRF

## DVDs

### Clipes
- 9 ~nine~ (07.03.2001)
- 5 ~five~ (27.09.2001)
- THE CLIP SELECTION (11.12.2002)
- 8 ~eight~ (07.01.2004)
- Do The Best (31.03.2004)
- Do The A-side (29.09.2005)
- Do As Infinity -Final- (15.03.2006)
- Do The Best: Great Supporters Selection (15.03.2006)
- MINUS V (15.03.2006)

### Ao vivo
- Do As Infinity LIVE TOUR 2001 -DEEP FOREST- (20.03.2002)
- LIVE IN JAPAN (31.03.2004)
- Do As Infinity LIVE YEAR 2004 (02.03.2005)
- LIVE IN JAPAN II (29.09.2005)
- Do As Infinity -Final- (15.03.2006)
- Do As Infinity -Premier- (22.09.2006)
- Do As Infinity 3RD ANNIVERSARY SPECIAL LIVE (22.09.2006)

### DVD Singles
- Tooku Made -遠くまで- (25.04.2001)
- Shinjitsu no Uta -真実の詩- (26.12.2002)